# École supérieure d'ingénieurs de Paris Est
Ne doit pas être confondu avec son ancienne homonyme, l'École supérieure d'ingénieurs de Paris-Est de Créteil qui est une école d'ingénieurs interne à l'Université Paris-Est-Créteil-Val-de-Marne aujourd'hui dénommée École publique d'ingénieurs de la santé et du numérique
L'école supérieure d'ingénieurs de Paris-Est (ESIPE) de l'université Gustave-Eiffel a été créée par arrêté ministériel du 22 mars 2018. Elle est l'une des 204 écoles d'ingénieurs françaises accréditées au 1er septembre 2020 à délivrer un diplôme d'ingénieur. C'est une école interne de l'Université Gustave-Eiffel (anciennement Université Paris-Est-Marne-la-Vallée). À la rentrée 2023, l'ESIPE fusionnera avec l'ESIEE Paris.

## Historique
Cette école d'ingénieurs existe depuis le début des années 90 sous la forme d'un UFR regroupant différentes formations d'ingénieurs au sein de l'Université Paris-Est Marne-la-Vallée. A cette époque, il n'y avait que les formations "Maintenance et Fiabilité des Processus Industriels" (MFPI), "Informatique et Réseaux" (IR) et "Génie Mécanique" (GM). La formation "Image - Multimédia - Audivisuel - Communication" (IMAC) est intégrée à l'Université en 2002, issue de l'école éponyme, et la filière "Génie Civil" (GC) est créée en 2008. En 2009 sont créées les formations "Electronique et Informatique : Objets Communicants" (EIOC) et "Informatique et Géomatique" (IG). Cette dernière, en synergie avec la filière IR, subit de fortes évolutions jusqu'à devenir une option de la filière unifiée "Informatique" (INFO) en 2017, au même titre que les Réseaux et le Logiciel.
Dès 2000, la voie de l'apprentissage est privilégiée et représente à présent 75 % des ingénieurs diplômés, en partenariat avec le CFA Ingénieurs 2000.
En 2013, lors de l'intégration effective de la filière IMAC (sous statut étudiant) au sein de l'UFR, ce dernier alors encore dénommé "Ecole Ingénieurs 2000" est baptisé "École Supérieure d'Ingénieurs de Paris-Est" (ou ESIPE), permettant de mieux caractériser les formations et de clarifier l'image de celles-ci.
Un arrêté de 2018 a renforcé l'identité de l'école en lui donnant un statut d'Institut interne à l'Université.

L'école, reconnue par la CTI, a obtenu en 2020 la reconduction de son accréditation pour une durée de 5 ans (durée maximale).
En janvier 2023, l’ESIPE, École Supérieure d’Ingénieurs de Paris-Est, école interne de l’Université Gustave Eiffel a rejoint ESIEE Paris pour former une école unique.

## Parcours et enseignements

### Admission
L’École recrute des candidats au niveau bac+2 ou bac+3, sur dossier.
Elle a la particularité que 75 % des admis suivent la voie de l'apprentissage, en étudiant en alternance entre l'école et l'entreprise (à mi-temps). Les 25 % d'admis restants se répartissent entre formation initiale et formation continue.

### Voies de spécialisation
Il y a 6 filières de spécialisation du diplôme d'Ingénieur délivré, dont 5 en apprentissage :
| Intitulé de la spécialité du diplôme d'ingénieur | Statut                                                                  |
| --- | ----------------------------------------------------------------------- |
| - Électronique et Informatique : Systèmes Communicants / EISC - Génie Civil / GC - Informatique (option Géomatique, Logiciel ou Réseaux) / INFO - Génie Mécanique / GM - Maintenance et Fiabilité des Processus Industriels / MFPI | Formation initiale sous statut d'apprenti                               |
| - Image - Multimédia - Audiovisuel - Communication / IMAC | Formation initiale sous statut d'étudiant ou bien en formation continue |

### Locaux et équipement
« La surface attribuée à l’ESIPE est de 3172 m². Les bureaux et salles de cours sont situés dans le bâtiment Copernic mis à disposition par l’UGE. L’école dispose de 14 salles informatiques destinées à l’enseignement, soit 216 postes. Ces salles sont accessibles en autonomie par les élèves ».

### Enseignants et laboratoires
Il y a 68 enseignants-chercheurs et 76 doctorants répartis sur 12 laboratoires.